# Triengen
Triengen je obec v okrese Sursee v kantonu Lucern ve Švýcarsku. V roce 2017 měla 4 652 obyvatel.
Dne 1. ledna 2005 se Triengen spojil s obcemi Kulmeraug a Wilihof, nová obec byla známá jako Triengen. Poté se 1. ledna 2009 spojily Triengen a Winikon a znovu si ponechaly název Triengen.

## Galerie

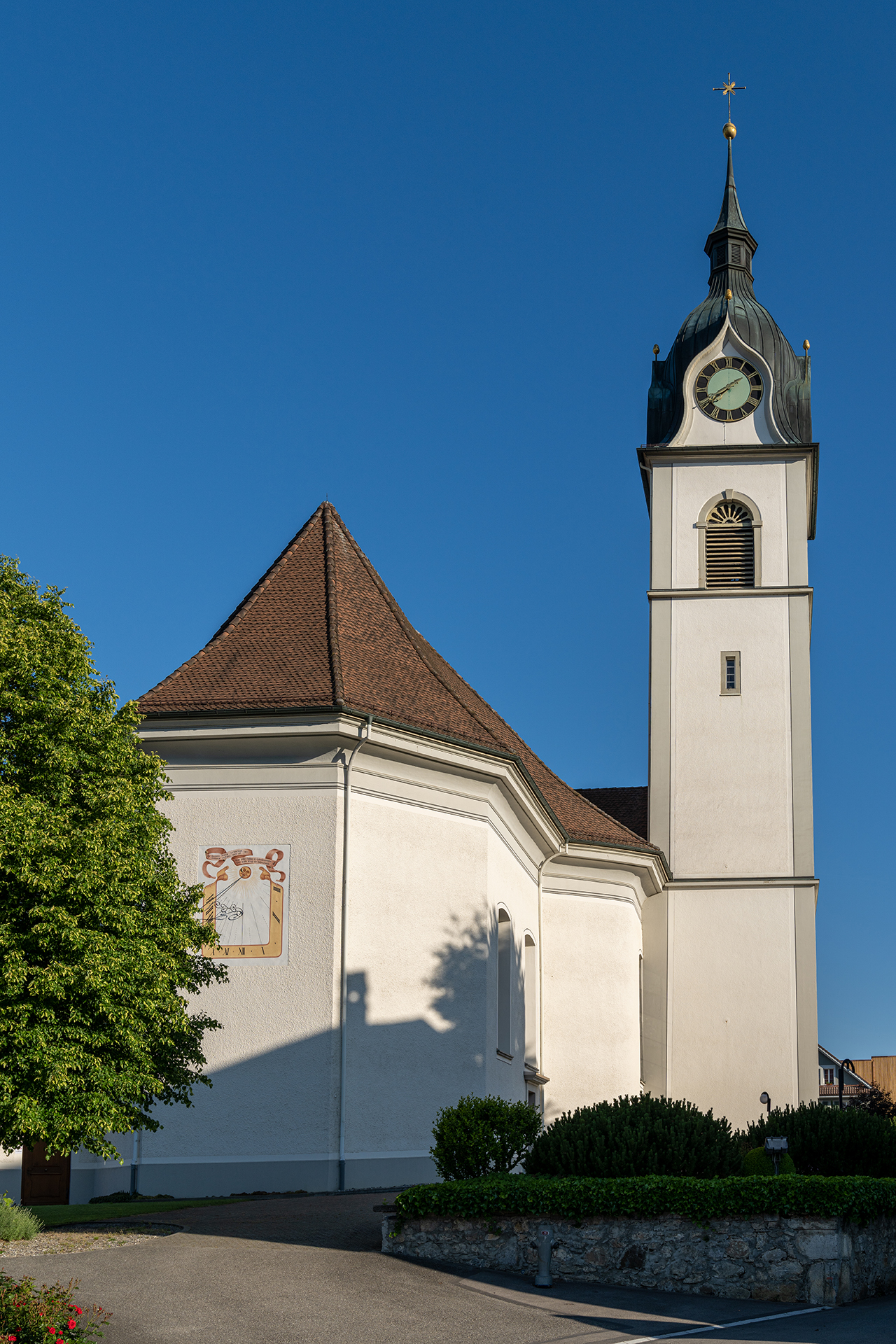
Katolický kostel sv. Vavřince
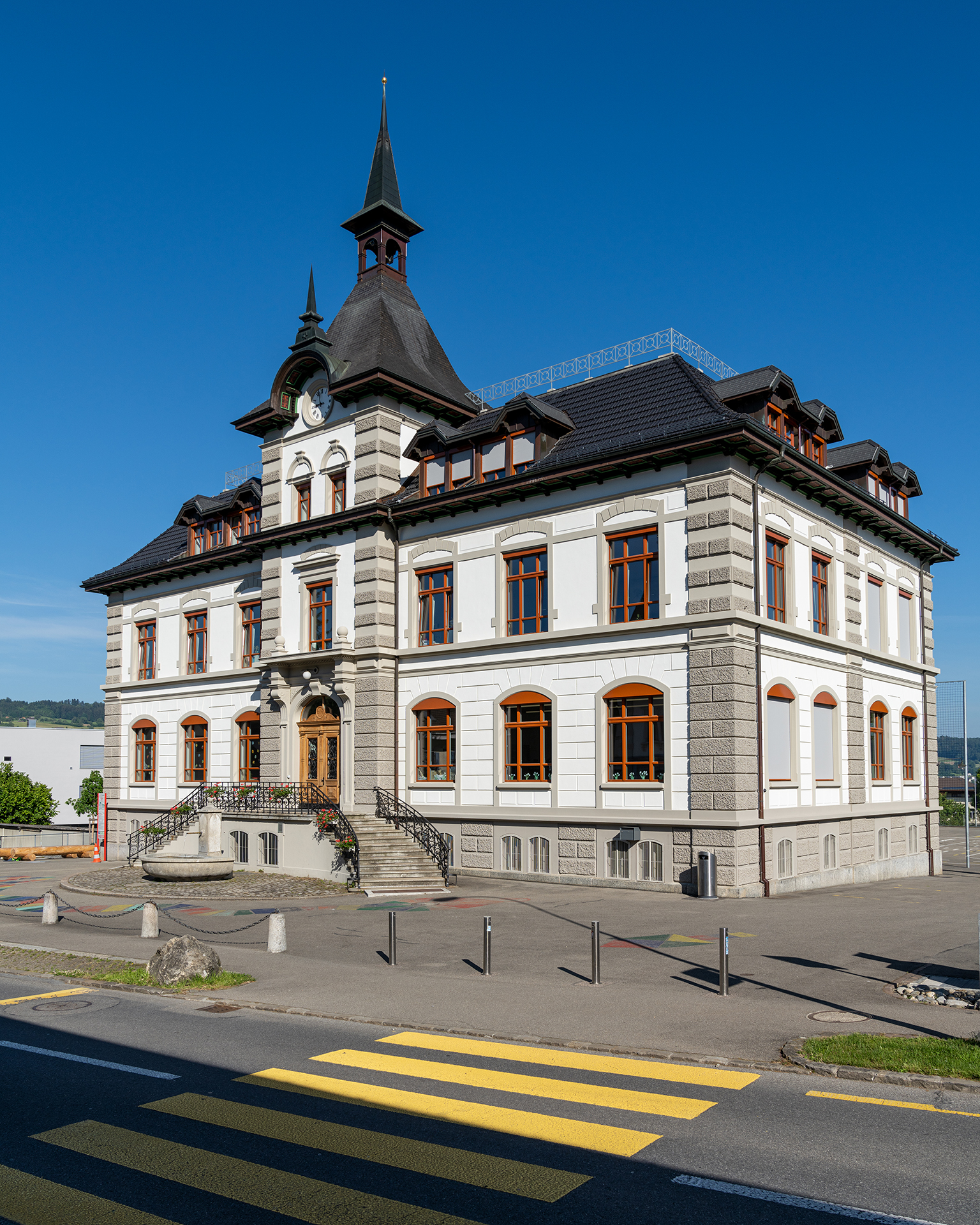
Vesnická školní budova
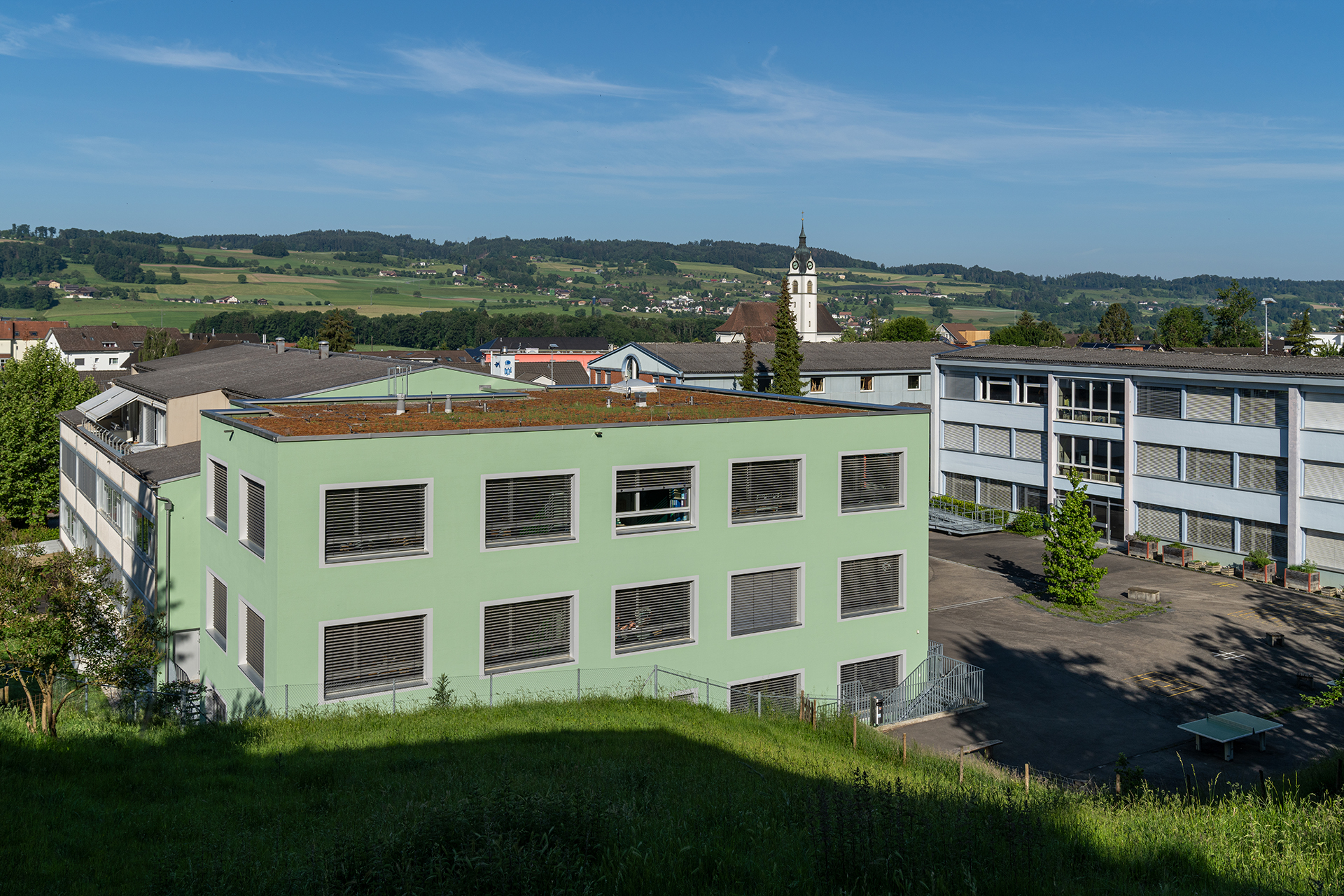
Areál školy Hofacker
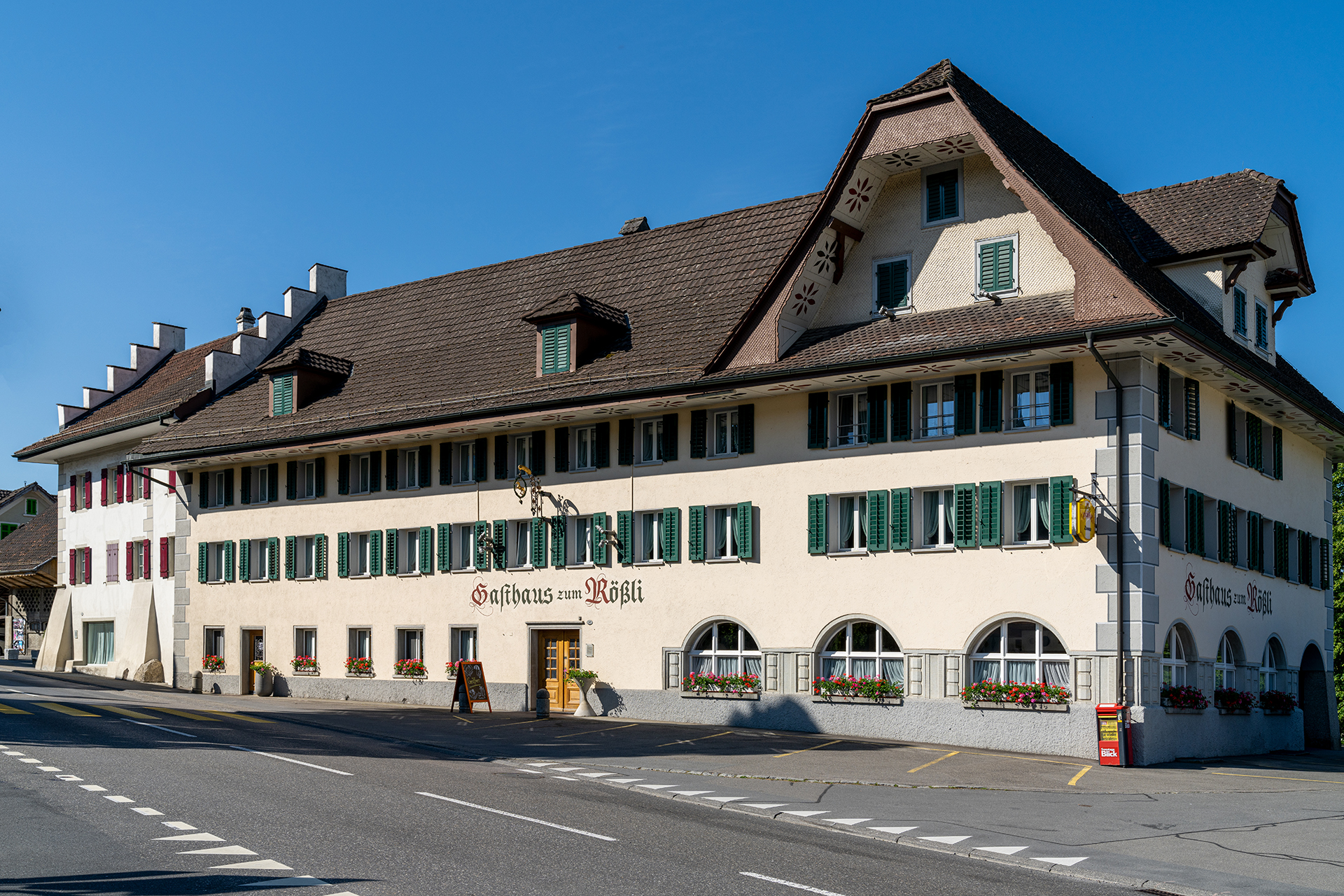
Gasthaus Rössli
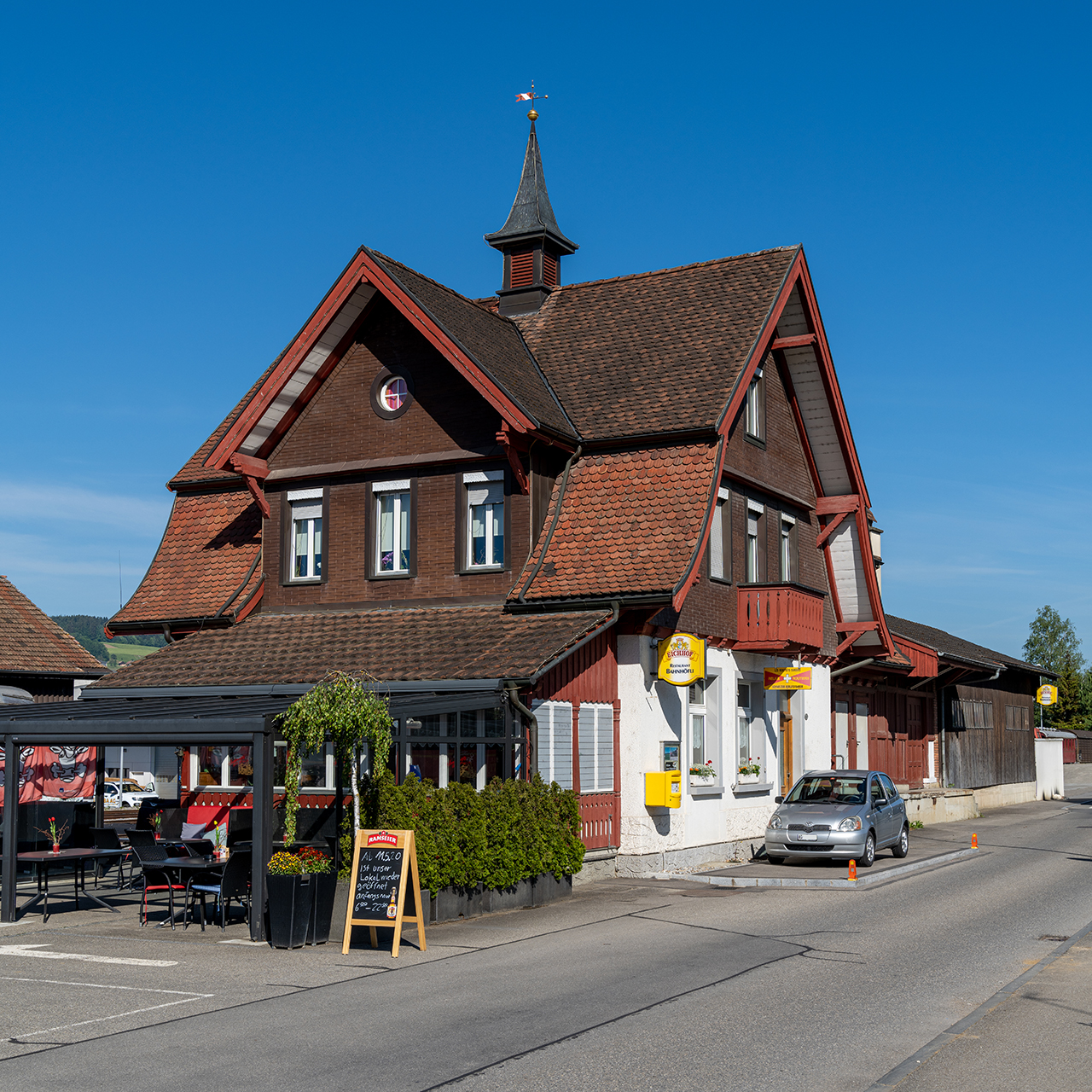
Bývalé nádraží
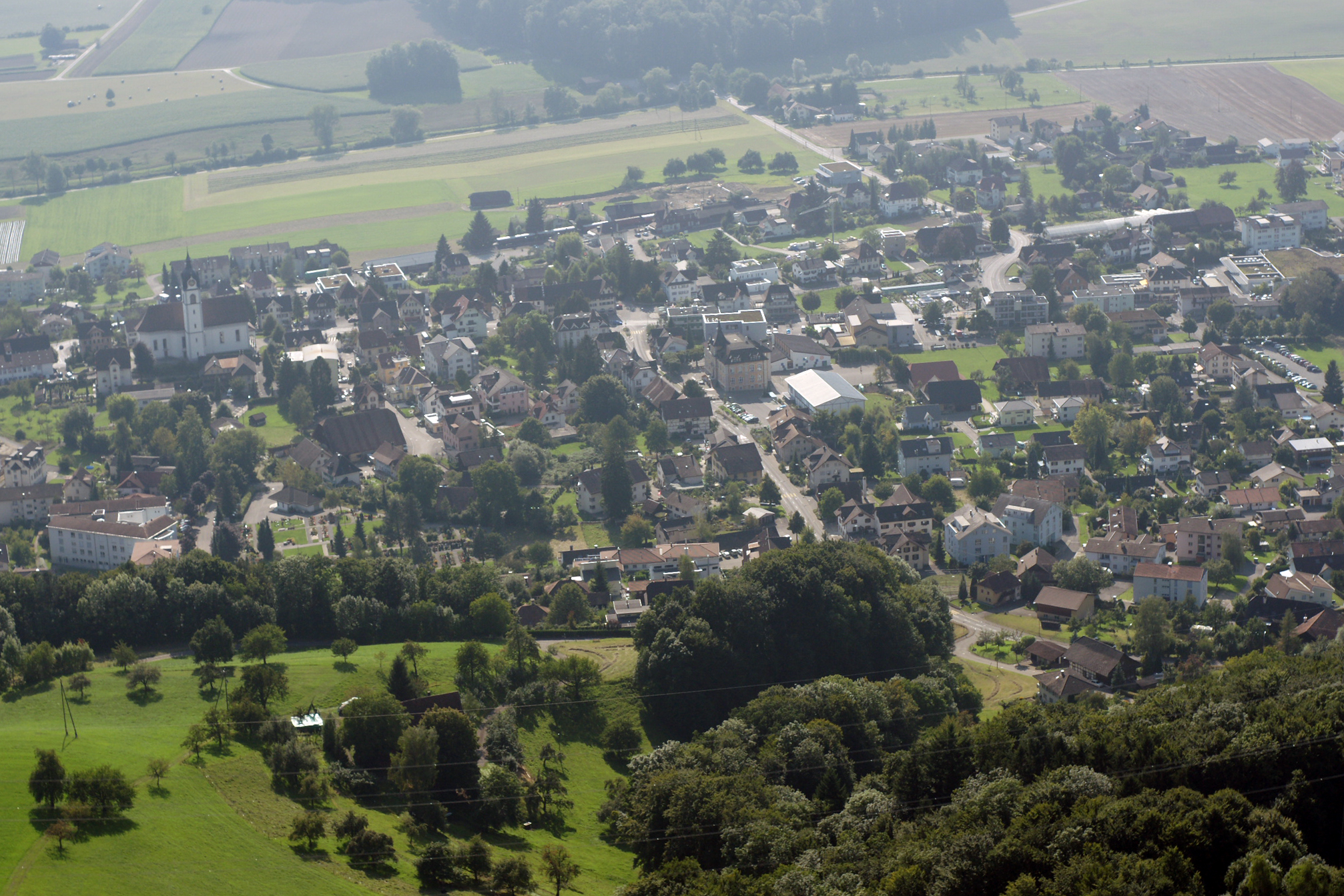
Letecká fotografie
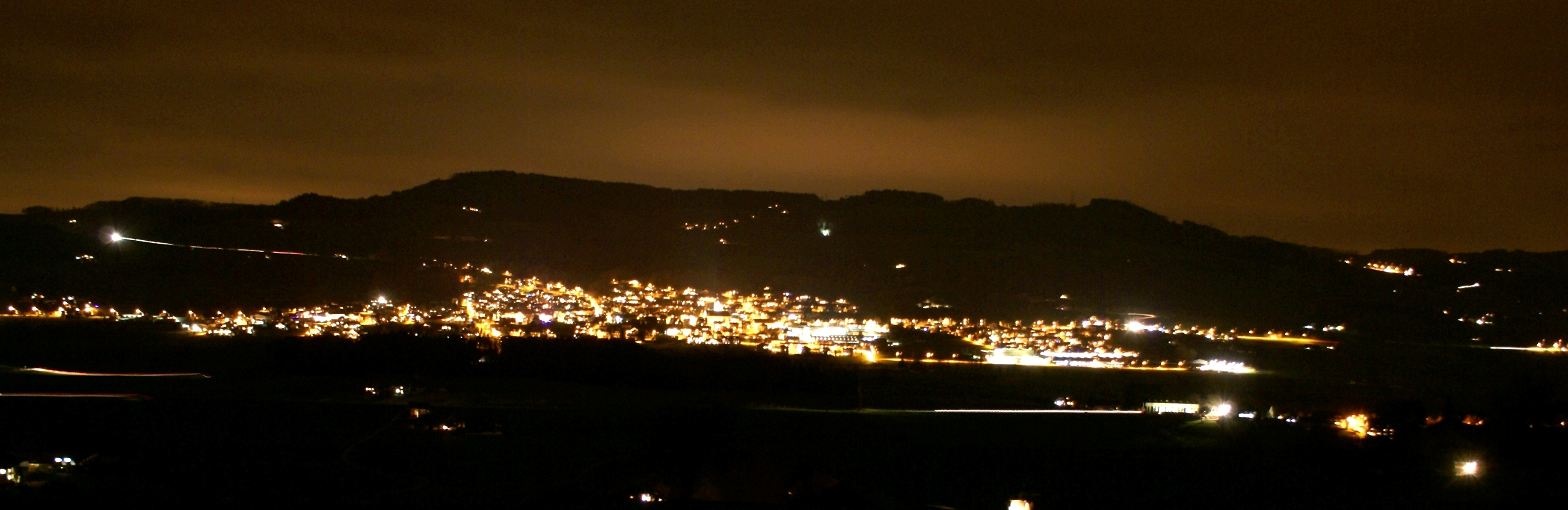
Triengen v noci